# Early English

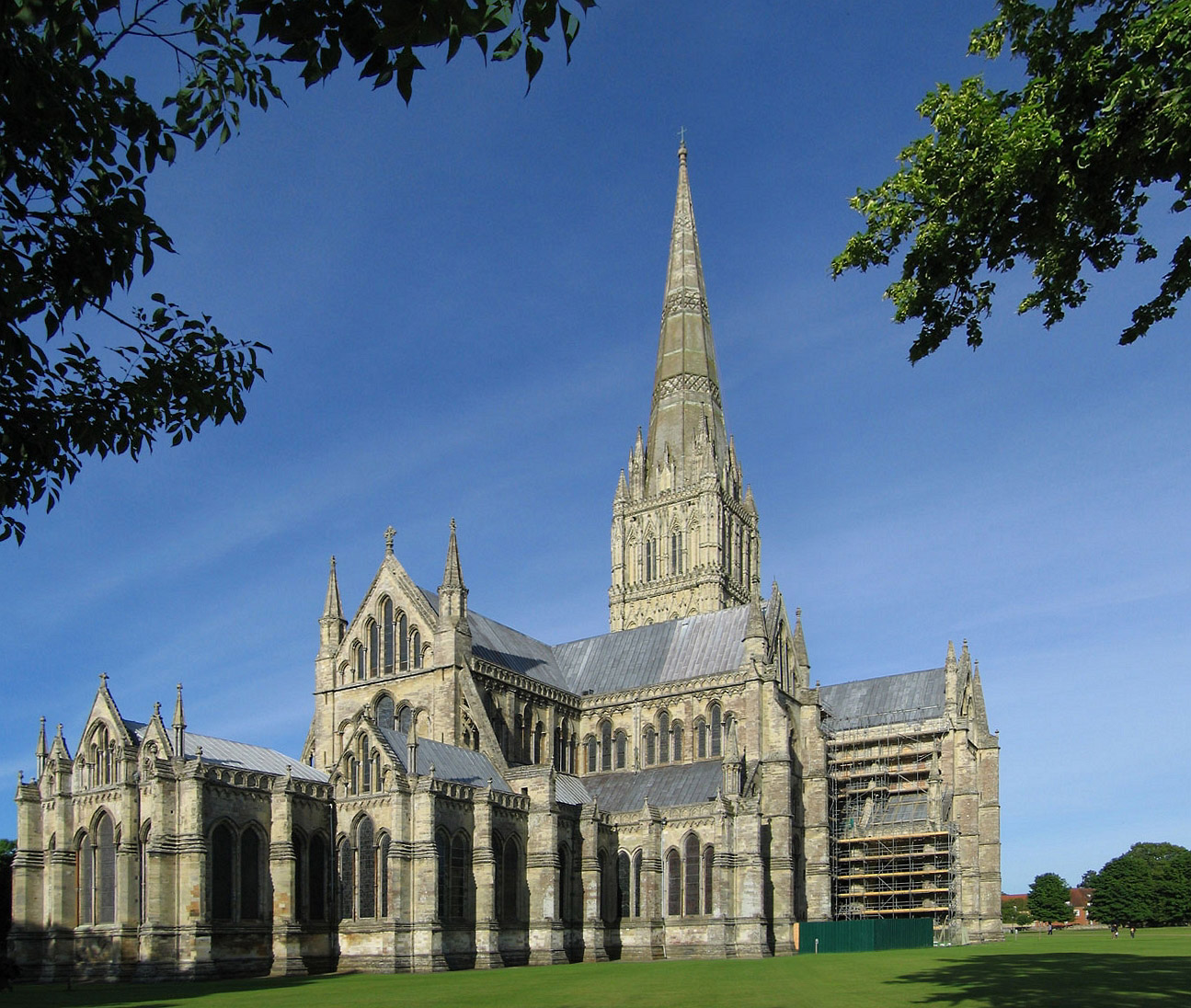
Katedra w Salisbury

Early English – wczesna faza gotyku angielskiego, według klasyfikacji Thomasa Rickmana. Początki gotyku angielskiego, sięgają lat 1175–1185, kiedy to zbudowano prezbiterium kościoła w Canterbury, przez Wilhelma z Sens i Wilhelma Angielskiego. Najłatwiej fazy stylowe gotyku angielskiego można rozróżnić po maswerkach okien. Early English charakteryzują maswerki: negatywowy i geometryczny. Porównaj z Decorated Style (dojrzały gotyk) i Perpendicular Style (późny gotyk).

## Detale architektoniczne (przykłady)
Otwory okienne:
- lancetowe z miejscowości Witney z 1220 roku,
- biforia lancetowe z podwyższonymi ostrołukami w Lincoln z 1250 roku,
- maswerki negatywowe z Great Abington z 1200 roku

Arkady przyścienne:
- Haddenham około 1230 roku

Sedilia:
- Uffington około 1250 roku

Głowice
- głowica talerzowa
- głowica talerzowo – liściasta

Ornamenty
- fryz arkadowy na wspornikach z Hants – około 1220 roku
- fryz arkadowy na wspornikach z Salisbury – około 1260 roku
- fryz tzw. "psie zęby" z Chipping Wardon – około 1260 roku, czy z Ketton – około 1240 roku
- fryz liściasty z Warmington – około 1250 roku
- fryz "wić roślinna" z Glastonbury Abbey – około 1180 roku

Kwiatony
- katedra w Lincoln – około 1260 roku

Zworniki
- katedra – kaplica mariacka w Wells – 1248 – 1264

Gzymsy okapnikowe
- kościół św. Benedykta w Lincoln – około 1250 roku
- Headington – około 1300 roku

Wsporniki
- katedra w Wells – około 1250 roku

Wieże
- Middleton Stoney – około 1220 roku
- Oxford – kościół Chrystusa – około 1220 roku
- Stamford – S. Mary’s – 1250 rok